# Nga‘ara

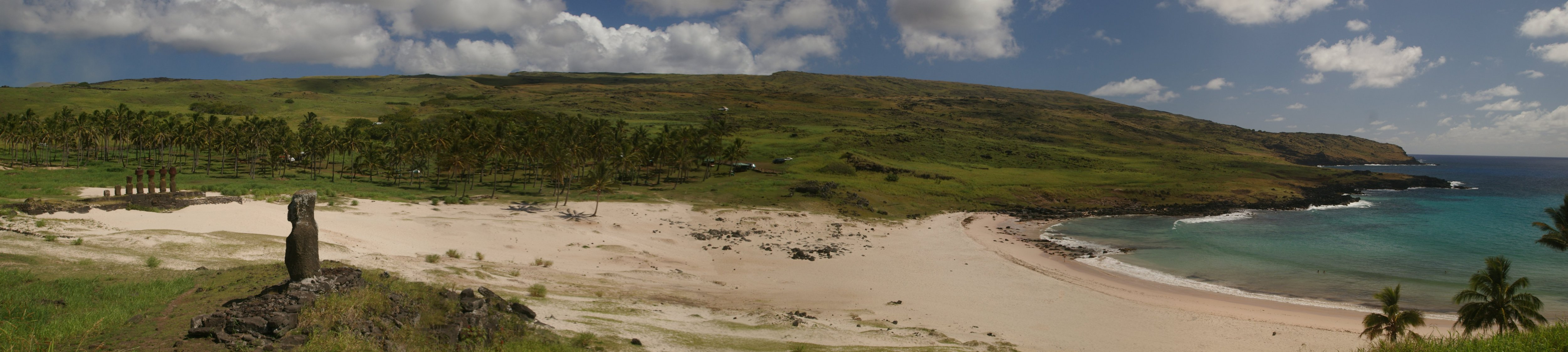
Anakena, où Ngaꞌara a organisé son festival annuel de rongorongo.

Ngaꞌara règne de la mort de son père, Kai Makoꞌi, vers 1835 jusqu'à sa propre mort en 1859. Il est l'un des derniers ariki suprême de l'île de Pâques, et le dernier à maitriser le rongorongo. 

## Étymologie
Le nom Ngaꞌara est retranscrit de plusieurs façons : Gnaara, Gaara, Ngaara, Nga-Ara, Gahara, et Gobara. La lettre g est une convention pour la consonne nasale ng [ŋ], et Roussel, qui le retranscrit Gahara, utilise la lettre h pour le coup de glotte. Gobara pourrait être une erreur typographique de retranscription de Gahara. Les informateurs de Katherine Routledge qui ont connu le roi le prononçaient Ngaꞌara.

## Biographie
Avant de devenir roi, Ngaꞌara dirigeait un hare rongorongo (école de rongorongo) à Anakena. Généralement, les pères enseignent à leurs fils et à tous les autres garçons intéressés, et Ngaꞌara est l'enseignant le plus reconnu de l'île. Les garçons étudient pendant trois à cinq mois pour apprendre le rongorongo.
Au moment où il est devenu ariki, le véritable pouvoir sur l'île résidait dans les prêtres du culte de Tangata manu situés à Orongo. L'une des responsabilités sacrées des tuhunga tā (scribes et récitants de rongorongo) semble avoir été la récitation ou le chant des tablettes de rongorongo à Orongo lors des cérémonies annuelles du Tangata manu. Ce quartier du village était interdit à tout le monde pendant les cérémonies. Ngaꞌara a envoyé des étudiants, mais n'y est pas lui-même venu.
Katherine Routledge a appris que l'une des tablettes de Ngaꞌara, appelée Kouhau ꞌo te Ranga et considérée comme le texte C du Rongorongo, était unique en son genre et avait le pouvoir de « bénir les conquêtes militaires » et d'asservir les vaincus.
Afin de prendre le contrôle de l'île aux prêtres de Orongo, Ngaꞌara a établi un festival annuel de rongorongo à Anakena. Plutôt que d'utiliser les tablettes à des fins spécifiques, c'était un festival pour les tablettes elles-mêmes, et c'est devenu l'assemblée la plus importante de l'époque pré-missionnaire.
Puisque le mana des tablettes le traversait lors de cette fête, Ngaꞌara put affirmer la primauté spirituelle sur l'île et faire de la maitrise du rongorongo une prérogative royale.
Ce renversement politique renforce les rivalités entre le clan royal Miru et le clan Ngaure qui gagnent en puissance durant les années 1850 et capturent Nga'ara, son fils Kai Mako-i iti et son petit-fils Maurata. Ils le maintiennent prisonnier pendant cinq ans, jusqu'à ce que le clan Miru s'allie à un autre clan afin de les libérer. Il meurt peu de temps après et est enterré avec trois larges tablettes en rongorongo.
À la mort de Ngaꞌara, son fils Kai Makoꞌi ꞌIti (Kai Makoꞌi Jr) reprend le festival à Anakena pendant trois ans, jusqu'à ce qu'il soit capturé lors des raids esclavagistes péruviens de 1862.